# Тучно (гміна)
Гміна Тучно (пол. Gmina Tuczno) — місько-сільська гміна у північно-західній Польщі. Належить до Валецького повіту Західнопоморського воєводства.
Станом на 31 грудня 2011 у гміні проживало 5093 особи.

## Територія
Згідно з даними за 2007 рік площа гміни становила 249.90 км², у тому числі:
- орні землі: 43.00%
- ліси: 44.00%

Таким чином, площа гміни становить 17.76% площі повіту.

## Населення
Станом на 31 грудня 2011:
| Опис     | Загалом | Загалом | Чоловіки | Чоловіки | Жінки | Жінки |
| -------- | ------- | ------- | -------- | -------- | ----- | ----- |
| одиниця  | осіб    | %       | осіб     | %        | осіб  | %     |
| все      | 5093    | 100     | 2541     | 49.89    | 2552  | 50.11 |
| міське   | 1969    | 100     | 950      | 48.25    | 1019  | 51.75 |
| сільське | 3124    | 100     | 1591     | 50.93    | 1533  | 49.07 |

## Сусідні гміни
Гміна Тучно межує з такими гмінами: Валч, Дравно, Каліш-Поморський, Мірославець, Члопа.